# تورز رگی
تورز رگی (به لاتین: Turze Rogi) یک منطقهٔ مسکونی در لهستان است که در Gmina Łuków واقع شده‌است.

## خصوصیات
تورز رگی ۴۹۳ نفر جمعیت دارد.